# Czesław Chmielewski (poseł)
Czesław Chmielewski (ur. 8 lipca 1887 w Gnieźnie, zm. 14 listopada 1939 w Poznaniu) – polski działacz niepodległościowy i społeczny, doktor nauk prawnych, poseł na Sejm w II Rzeczypospolitej.

## Życiorys
Urodził się 8 lipca 1887 w Gnieźnie, w rodzinie Piotra i Marii z Zakrzewskich. Ukończył w 1908 roku, uzyskując maturę, gimnazjum humanistyczne w Gnieźnie, następnie studiował prawo na uniwersytetach w Monachium, Berlinie i Kilonii (do 1911 roku), odbył pięcioletnią aplikację sądową w Lauenburgu, Altonie, Dortmundzie i Hamm, zakończoną egzaminem sędziowskim w Berlinie w 1916 roku.
Już w gimnazjum od 1903 roku  w organizacjach niepodległościowych, był członkiem zarządu, a następnie przewodniczącym Towarzystwa Tomasza Zana i członkiem Związku Młodzieży Polskiej „Przyszłość” (Pet). W czasie studiów od 1909 roku był wiceprezesem Grup Narodowych w Berlinie oraz członkiem Związku Młodzieży Polskiej „Zet”. W Hamburgu założył organizację „Wolny Strzelec”
W latach 1916–1918 służył w armii niemieckiej na froncie zachodnim (m.in. uczestniczył w bitwie pod Verdun). Brał udział w powstaniu wielkopolskim.
Po studiach był wizytatorem szkolnym na okręg poznański. Od 1919 roku pracował jako adwokat w Poznaniu. Był decernentem ds. reemigracji Naczelnej Rady Ludowej w Poznaniu, prezesem oddziału Związku Strzeleckiego, w latach 1928–1930 był radnym m. Poznania, w 1926 roku współtworzył NPR-Lewicę, był członkiem Rady Adwokackiej w Poznaniu, w latach 1932–1933 był rzecznikiem dyscyplinarnym w Naczelnej Radzie Adwokackiej, był też członkiem Rady Głównej i wiceprezesem Zarządu Okręgowego Ligi Morskiej i Kolonialnej w Poznaniu. Był członkiem Związku Patriotycznego.
Tworzył i pracował w wielu czasopismach. Współzałożył „Sprawę Polską”, później „Przegląd Poranny”, był redaktorem „Wychodźcy”, pracował jako redaktor pisma „Prawda” w Poznaniu.
W 1928 roku został posłem na Sejm II kadencji (1928–1930) – mandat uzyskał z listy nr 21 (NPR-Lewica) z Poznania. Pracował w komisji prawniczej.
17 marca 1930 roku uzyskał mandat senatora w miejsce Ireneusza Wierzejewskiego, jednak wobec piastowania mandatu poselskiego, zrzekł się mandatu senatora.
Został rozstrzelany przez Niemców w Poznaniu. 

## Ordery i odznaczenia
- Złoty Krzyż Zasługi (30 kwietnia 1937)[4]
- Medal Niepodległości (27 czerwca 1938)[5][1]